# Katete
Katete é uma cidade e um distrito da Zâmbia, localizados na província Oriental.